# Rania Gaaloul
Rania Gaaloul (Ksar Hellal, 1982) is een Vlaamse actrice van Tunesische origine. 
Ze vertolkte de rol van Ines Saloua in het zesde seizoen van de reeks Echte Verhalen: De Buurtpolitie. Ze speelde eerder in Deadline 25/5 (2014) en had gastrollen in Aanrijding in Moscou (2008), Witse (2010) en Code 37 (2011). Sinds 2021 is ze een van de vaste acteurs in het programma Loslopend wild.
In het theater was ze met het jeugdtheatergezelschap Sering te zien in onder meer Drie is genoeg, UitgePERSt en Chaos, met GEN2020 in BABELetje en met HETPALEIS in Het vertrek van de mier.